# Tipula macswaini
Tipula macswaini är en tvåvingeart som beskrevs av Alexander 1965. Tipula macswaini ingår i släktet Tipula och familjen storharkrankar. Inga underarter finns listade i Catalogue of Life.